# Desequilíbrio ácido-básico
Desequilíbrio ácido-básico ou desbalance ácido-base é um transtorno fisiológico sistêmico geralmente causado por problemas respiratórios, renais ou hepáticos. 

## Classificação
Um excesso de ácido no sangue é denominado acidemia, sendo o processo acidificante chamado de acidose e um excesso de bases é chamado de alcalemia, sendo o processo alcalinizante denominado alcalose. Existem cinco tipos:
- Alcalose metabólica: pH maior que 7,45. Retenção ou produção excessiva de bicarbonato. (Mais de 28mmol/L)
- Acidose metabólica: pH menor que 7,35. Excreção excessiva de bicarbonato pelos rins. (Menos de 20mmol/L)
- Alcalose respiratória: pH maior que 7,45. Eliminação excessiva de dióxido de carbono pelos pulmões. Hiperventilação. (Menos de 35 PCO2)
- Acidose respiratória: pH menor de 7,35. Retenção ou produção excessiva de dióxido de carbono pelos pulmões. Hipoventilação. (Mais de 45 PCO2)
- Desequilíbrios mistos: Tanto pulmões quanto rins funcionam mal, causando uma super acidose ou super acidemia.

As acidoses são muito mais comum que as alcaloses. O desequilíbrio pode ser compensado por uma retroalimentação negativa para restaurar os valores normais. Existem respostas pulmonares e renais à acidose e alcalose. Rins aumentam ou diminuem a reabsorção de bicarbonato e pulmões aumentam o diminuem a eliminação de dióxido de carbono para compensar o problema.

## Causas
Fontes de ganho de ácido:
1. Dióxido de carbono (já que CO2 e H2O formam HCO3-, bicarbonato, e H+, um próton, na presença da enzima anidrase carbônica)
2. Produção de ácidos não-voláteis a partir do metabolismo de proteínas e outras moléculas orgânicas
3. Perda de bicarbonato nas fezes ou urina
4. Ingesta de ácidos ou precursores de ácidos

Fontes de perda de ácido:
1. Uso de íons hidrogênio no metabolismo de vários ânions orgânicos
2. Perda de ácido no vômito ou urina

### Proporção normal
A proporção adequada proposta é de 1mmol de dióxido de carbono para cada 20mmol de bicarbonato. CO2 é um ácido fraco e no sangue esse equilíbrio funciona como uma solução tampão (ou sistema buffer):
{\displaystyle {\rm {HCO_{3}^{-}+H^{+}\leftrightarrow H_{2}CO_{3}\leftrightarrow CO_{2}+H_{2}O}}}

## Resposta
Respostas à acidose:
1. Bicarbonato é adicionado ao plasma sanguíneo pelas células tubulares renais.
  - Células tubulares reabsorvem mais bicarbonato do fluido tubular.
  - Células do ducto coletor secretam mais hidrogênio e geram mais bicarbonato.
2. Amoniagênese leva a uma formação aumentada de tampão (na forma de NH3)
3. Mudanças na respiração para expelir mais dióxido de carbono

Respostas à alcalose:
1. Excreção de bicarbonato na urina
  - Isso é causado pela taxa diminuída de secreção de ion hidrogênio nas células epiteliais tubulares.
  - Isso também é causado pelas baixas taxas de metabolismo da glutamina e excreção de amônia.

## Sinais e sintomas
Os sintomas de acidose incluem respiração rápida, muita ou pouca urina, fatiga e confusão mental enquanto os de alcalose incluem espasmos musculares, dormência, náusea e vômito. Ambos podem causar arritmia, coma e morte.